# Pavel Nevdakh
Pavel Nevdakh (né le 14 octobre 1976) est un coureur cycliste kazakh. Actif durant les années 1990 et 2000, il a été champion du Kazakhstan sur route en 2003 et du contre-la-montre en 2004.

## Palmarès
- 1998
  -  Médaillé de bronze du contre-la-montre aux Jeux asiatiques
  - 3e du championnat du Kazakhstan du contre-la-montre
- 1999
  - 2e du championnat du Kazakhstan sur route
  - 9e du championnat d'Asie du contre-la-montre
- 2001
  - 3e du championnat du Kazakhstan du contre-la-montre
- 2002
  - 2e du championnat du Kazakhstan sur route
  - 3e du championnat du Kazakhstan du contre-la-montre
- 2003
  -  Champion du Kazakhstan sur route
  - 3e du Tour de Roumanie
- 2004
  -  Champion du Kazakhstan du contre-la-montre
  - 3e étape du Tour de Serbie
  - 3e du Tour d'Égypte
- 2006
  - Tour du Cameroun :
    - Classement général
    - 2e étape

  - Prologue et 5e étape du Tour de Turquie
- 2007
  - Kerman Tour
  - Prologue du Tour de Mevlana
- 2008
  - Prologue du Tour d'Égypte
  - 3e du Tour d'Égypte

## Classements mondiaux
| Année           | 2005 | 2006 | 2007 | 2008 | 2009   |
| --------------- | ---- | ---- | ---- | ---- | ------ |
| UCI Europe Tour | 777e | 571e | 366e |      | 1 021e |
| UCI Asia Tour   | 211e |      | 43e  | 343e | 152e   |
| UCI Africa Tour | 31e  | 5e   |      | 53e  |        |